# Pizzo Magn

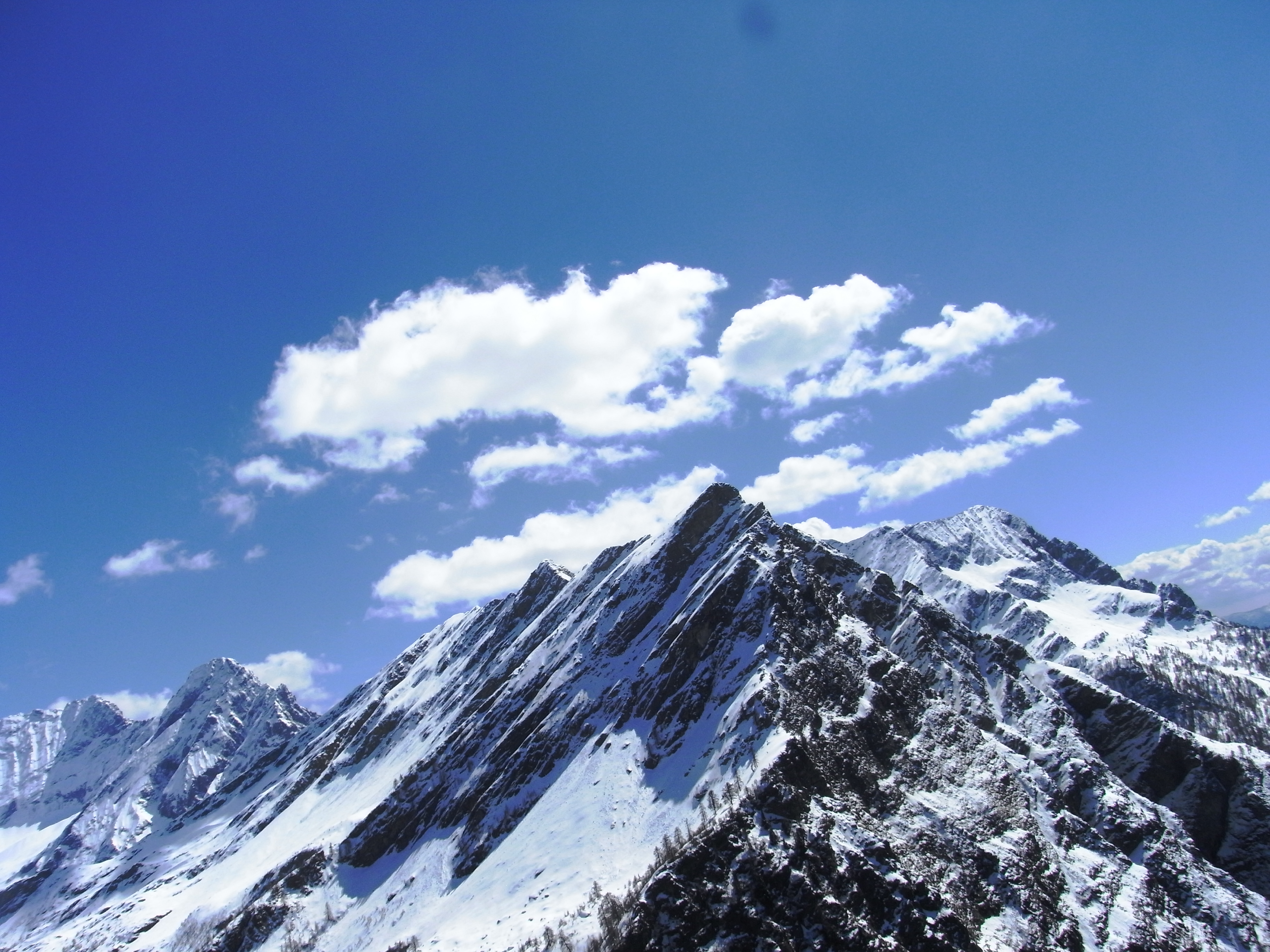
Pizzo Magn

Der Pizzo Magn (früher Monte Crenone genannt) ist ein 2329 m ü. M. hoher Berg in der Gemeinde Biasca im Schweizer Kanton Tessin.
An den steilen Gipfel am Westrand der Adula-Alpen südlich des Val Pontirone schliessen sich weitere Gipfel in der ansteigenden Bergkette zu Torent Basso und Torent Alto (Torrone Alto) an.
Am 30. September 1513 ereignete sich an der Westflanke der Bergsturz Buzza di Biasca.

## Fussnoten
1. ↑  Christophe Bonnard: Buzza di Biasca. In: Historisches Lexikon der Schweiz.  4. November 2004, abgerufen am 30. September 2022.
2. ↑  Pizzo Magn und Val Pontirone auf der Landeskarte der Schweiz, abgerufen am 14. November 2022.

Koordinaten: 46° 22′ N, 9° 1′ O; CH1903: 720831 / 135645